# Photosynth
Photosynth es una aplicación discontinuada de Microsoft Live Labs y la Universidad de Washington que analiza distintas fotografías digitales de un mismo objeto y genera un modelo tridimensional por nube de puntos del mismo. El componente de reconocimiento de patrones compara porciones de imágenes para crear puntos, que luego se comparan para convertir la imagen en un modelo. Los usuarios son capaces de ver y generar sus propios modelos usando una herramienta de software disponible para descarga en el sitio Web de Photosynth.
El 6 de febrero de 2017 el sitio web y el servicio e Photosynth fue cerrado por Microsoft.

## Historia
Photosynth se basa en Photo Tourism, un proyecto de investigación por estudiante graduado de Universidad de Washington Noé Snavely
Microsoft lanzó una versión de vista previa de tecnología libre el 9 de noviembre de 2006. Los usuarios podrían ver modelos generados por Microsoft o de la BBC, pero no crear sus propios modelos en ese tiempo. Microsoft rubro con la NASA el 6 de agosto de 2007, permitiendo a los usuarios obtener una vista previa su tecnología de Photosynth mostrando el transbordador espacial Endeavour. El 20 de agosto de 2007, una vista previa que muestra los mosaicos de Endeavour durante el proceso de backflip se hizo disponible para ver.
20 de agosto de 2008, Microsoft oficialmente publicó Photosynth al público, permitiendo a los usuarios cargar sus imágenes y generar sus propios modelos de Photosynth.

## Proceso
La tecnología de Photosynth trabaja en dos pasos. El primer paso consiste en el análisis de varias fotografías tomadas de la misma zona. Cada fotografía se procesa mediante una detección de punto de interés y que coincide con algoritmo desarrollado por Microsoft Research, que es similar en función a la transformación de la UBC Scale-invariant feature transform. Este proceso identifica características específicas, por ejemplo la esquina de un marco de ventana o un identificador de puerta. Características en una fotografía, a continuación, están en comparación con el y coincide con las mismas características en las otras fotografías. Así pues, se identifican las fotografías de las mismas zonas. Al analizar la posición de que coincidan con características dentro de cada fotografía, el programa puede identificar qué fotografías pertenecen a qué lado de los demás. Al analizar las diferencias sutiles en las relaciones entre las características (ángulo, distancia, etc.), el programa identifica la posición 3D de cada característica, así como la posición y ángulo en que se tomó cada fotografía. Este proceso se conoce científicamente como ajuste de bulto y es usada en el campo de la fotogrametría, con productos similares disponibles como Imodeller, D-Sculptor, y Rhinoceros. Este primer paso es extremadamente cálculo intensivo, pero solo tiene que llevar a cabo una vez en cada conjunto de fotografías.
El segundo paso consiste en la presentación y la navegación a través de la nube de punto 3D de características señaladas en el primer paso. Esto se hace con el Visor de Photosynth públicamente descargable. El visor reside en un equipo cliente y mantiene una conexión a un servidor que almacena las fotografías originales. Permite un usuario para, entre otras cosas, consulte cualquiera de las fotografías desde su ventajosa original. Incorpora tecnología DeepZoom que Microsoft obtenido a través de su adquisición de Seadragon en enero de 2006. La tecnología de Seadragon permite suave zoom en las fotografías de alta resolución sin descargarles en la máquina del usuario.
El software de visualización de D3D basada Photosynth sólo está disponible para los sistemas operativos Windows Vista y XP. El equipo recientemente lanzó una versión de Silverlight del Visor de:Photosynth Silverlight Viewer (enlace roto disponible en Internet Archive; véase el historial, la primera versión y la última).
Como de marzo de 2009 user uploaded Photosynth collections están ahora disponibles para su visualización en iPhones mediante iSynth (3D) o Seadragon Mobile (sólo en 2D).
El 15 de septiembre de 2009 LA universidad de Washington con apoyo de la National Science Foundation, Office of Naval Research y su Spawar lab, Microsoft Research, y Google; Publicó su nuevo algoritmo llamado Rome in a day. Este nuevo algoritmo es 100 veces más rápido que el usado actualmente en photosynth.
Se espera que este nuevo algoritmo sea implementado en el corto plazo en Photo Tourism o Photosynth.

## Capacidades
- A pie o volar a través de una escena para ver fotos desde cualquier ángulo
- detalle dentro o fuera de una foto
- vea donde fotografías fueron tomadas en relación con el uno al otro
- suavemente cambiar ángulo de visión entre fotos cercanas
- zoom suavemente dentro y fuera de fotos de alta resolución
- buscar fotos similares para el uno en la actualidad está visualizando
- enviar fotografías

## En los medios de comunicación
- El 30 de abril de 2008, Photosynth apareció en CSI: New York, los CSI lo usaron para recrear la estructura de un edificio y atrapar a un sospechoso de homicidio.[5]
- CNN utilizadas Photosynth para una visión 3D han contribuido los usuarios de la inauguración de Barack Obama como el presidente de los Estados Unidos.[6]
- in the angels & demonios "Ruta del concurso de iluminación," Photosynth es utilizado, así como anunciado en el sitio Web.[7]